# Mystique
Mystique, också kallad Raven Darkholme, är en figur i serietidningarna och filmerna X-Men. Hon skapades av Chris Claremont och Dave Cockrum och gjorde sin debut i Amerikanska Ms. Marvel #16 1978. Hon har varit ledare för Brotherhood of Mutants, och har slagits mot både X-Men och Avengers. Mystique är också mor till X-mannen Nightcrawler och styvmor till Rogue.
Mystiques kraft är att hon kan förvandla sig till vem hon vill, men hon kan inte härma andra människors krafter (i filmerna kan hon dock kopiera Wolverines klor, även om de inte är lika starka som hans adamantium). Kraften gör också att hon kan skapa kläder på sin kropp. Hon är även övermänskligt vig och verkar vara helt immun mot åldrande då hon fortfarande har fysiken hos en ung kvinna trots att hon är över hundra år gammal. Mystique har även utvecklat mycket goda kampsportsegenskaper, hennes sparkar och slag är så starka att de nästan skulle kunna räknas som en del av hennes mutantkraft. I hennes naturliga form ser hon ut som en ung kvinna med rött hår, gula ögon och mörkblå hud.
I den tecknade TV-serien X-Men spelas hon av Randall Carpenter och Jennifer Dale. I den tecknade TV-serien X-Men: Evolution spelas hon av Colleen Wheeler.
Hon spelas av Rebecca Romijn i filmerna, och är en av de onda som jobbar för Magneto. Hon har samma krafter och utseende som i serien men är naken istället för den vita dräkt hon bär i serien. I den tredje och avslutande filmen blir hon träffad av en spruta, när hon skulle rädda Magneto, som innehöll "botemedlet" som gjorde att hennes krafter försvann. I X-Men: First Class, X-Men: Days of Future Past och X-Men: Apocalypse spelas hon av Jennifer Lawrence.

## Filmografi
- X-Men (2000)
- X2: X-Men United (2003)
- X-Men: The Last Stand (2006)
- X-Men: First Class (2011)
- X-Men: Days of Future Past (2014)
- X-Men: Apocalypse (2016)